# 平林寺 (宝塚市)
平林寺（へいりんじ）は、兵庫県宝塚市にある真言宗単立の寺院。武庫七寺の一つ。
- 塔頭は以下の4院
  - 東寺真言宗成就院
  - 高野山真言宗西光院
  - 真言宗大覚寺派成福院
  - 真言宗大覚寺派宝寿院。

## 歴史
寺伝によれば、飛鳥時代、用明天皇の命で聖徳太子が創建し、平安時代に如一尼が再興したという。
天正6年（1578年） 荒木村重の反乱に巻き込まれて焼失し、江戸時代に再興された。

## 文化財
宝塚市指定文化財
- 釈迦如来坐像 - 室町時代初期
- 石造露盤 - 鎌倉時代

## 札所
- 摂津国三十三ヶ所第2番（観音堂）
- 摂津国八十八箇所第73番（本堂）
  - なお、御朱印は普段は4つの塔頭で受け付けている。いずれの塔頭も同じ御朱印となる。大きな行事の際は本堂横の寺務所でも御朱印を受けることができる。

## 交通
- 阪急電鉄今津線逆瀬川駅から徒歩5分